# Cycloartenol
Cycloartenol là một triterpenoid quan trọng của lớp sterol được tìm thấy trong thực vật. Chất này là điểm khởi đầu cho việc tổng hợp hầu hết các steroid thực vật, làm cho chúng khác biệt về mặt hóa học với các steroid của nấm và động vật mà thay vào đó được sản xuất từ lanosterol.

## Tổng hợp
Quá trình sinh tổng hợp cycloartenol bắt đầu từ squalene triterpenoid. Nó là tiền chất đầu tiên trong quá trình sinh tổng hợp các stanol và sterol khác, được gọi là phytostanols và phytosterol trong các sinh vật và thực vật quang hợp. Đặc điểm nhận dạng và sự phân bố của phytostanols và phytosterol là đặc trưng của một loài thực vật.